# Upaon-Açu
Upaon-Açu, hist. także São Luís – przybrzeżna wyspa na Oceanie Atlantyckim, między zatokami Baía de São Marcos i Baía de São José, należąca do Brazylii.
Oficjalna nazwa, nadana przez brazylijskich Indian Tremembé, i użyta w Art. 8º Konstytucji Stanu Maranhão, oznacza wielka wyspa.
Wyspa Upaon-Açu, o powierzchni 1.410,015 km², wchodzi w skład archipelagu wysp zatoki Golfão Maranhense. Na wyspie znajduje się stolica stanu Maranhão, liczące ponad milion mieszkańców miasto São Luís. Pozostałe ośrodki miejskie na wyspie toː São José de Ribamar, Paço do Lumiar oraz Raposa. Upaon-Açu oddziela od strony kontynentu naturalny kanał Estreito dos Mosquitos.
Na wyspie znajdują się liczne strumienie i kanały pływowe, niosące materiał z obszarów namorzynowych. Wyspę pokrywają pozostałości lasów amazońskich, namorzyny i nizinne tereny z roślinnością halofilną. Wytyczone zostały tereny ochrony środowiska naturalnego. W São Luís zlokalizowany jest międzynarodowy port lotniczy.

## Galeria

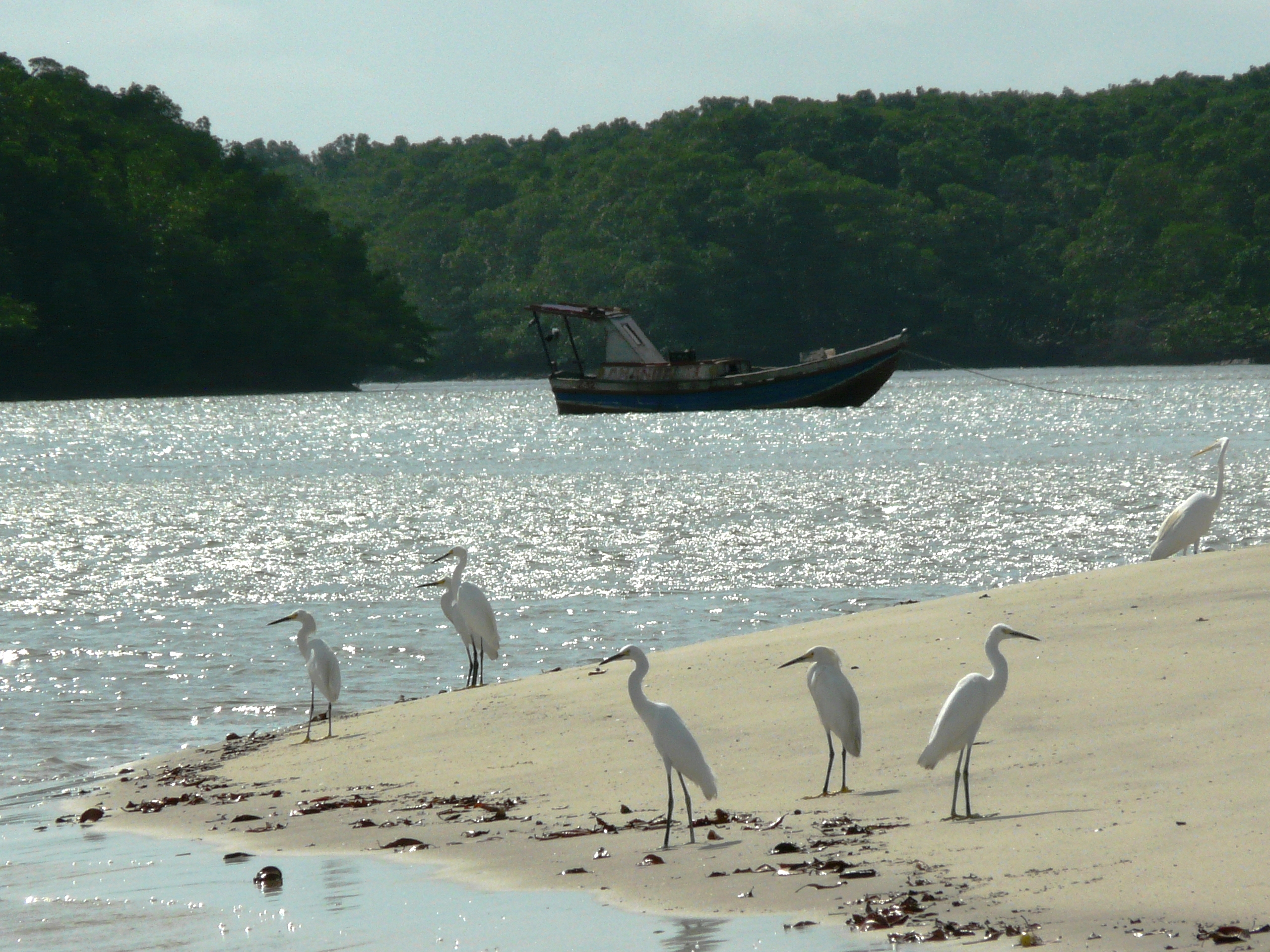
Czaple na brzegu Atlantyku
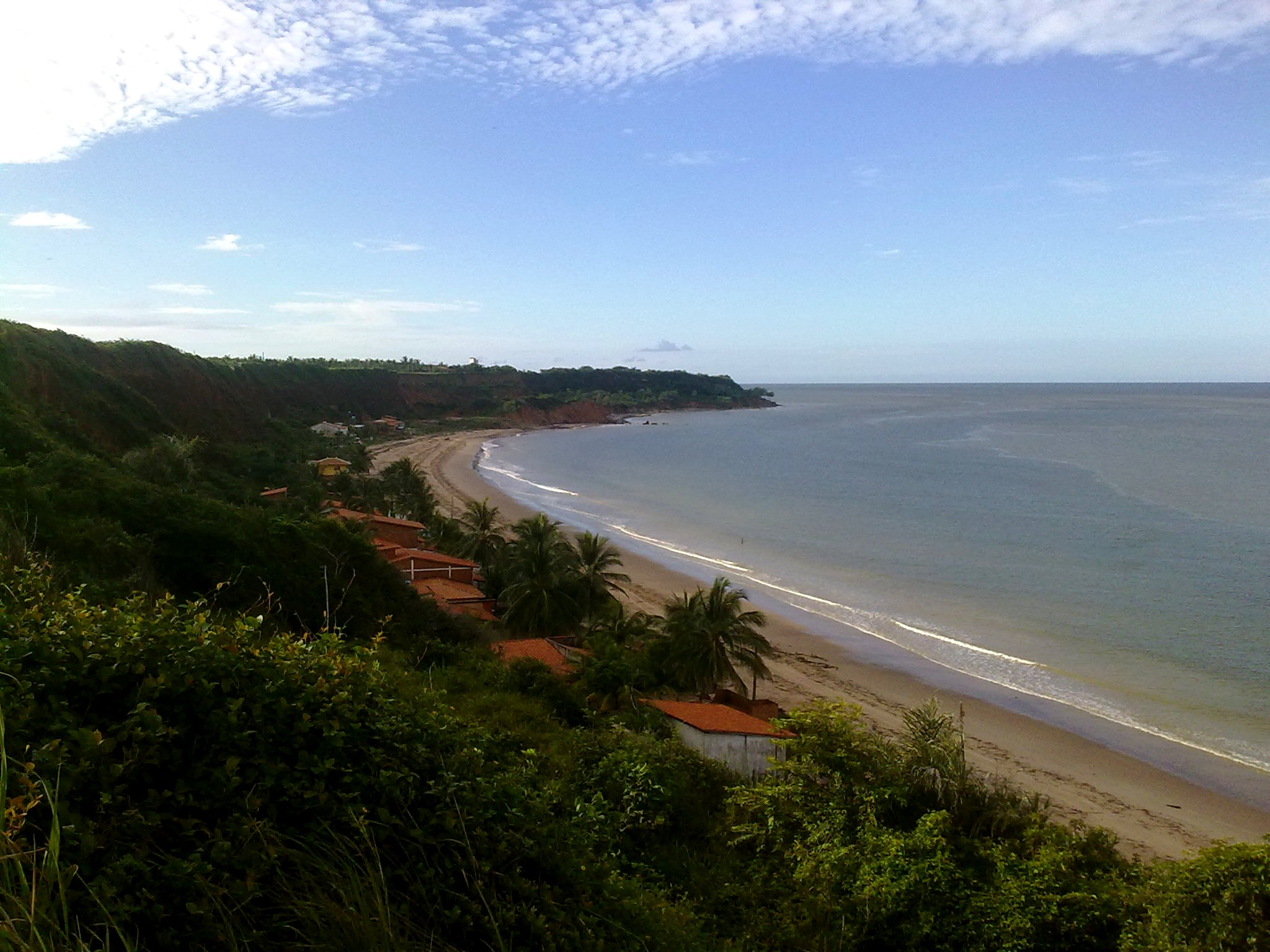
Plaża Ponta Verde
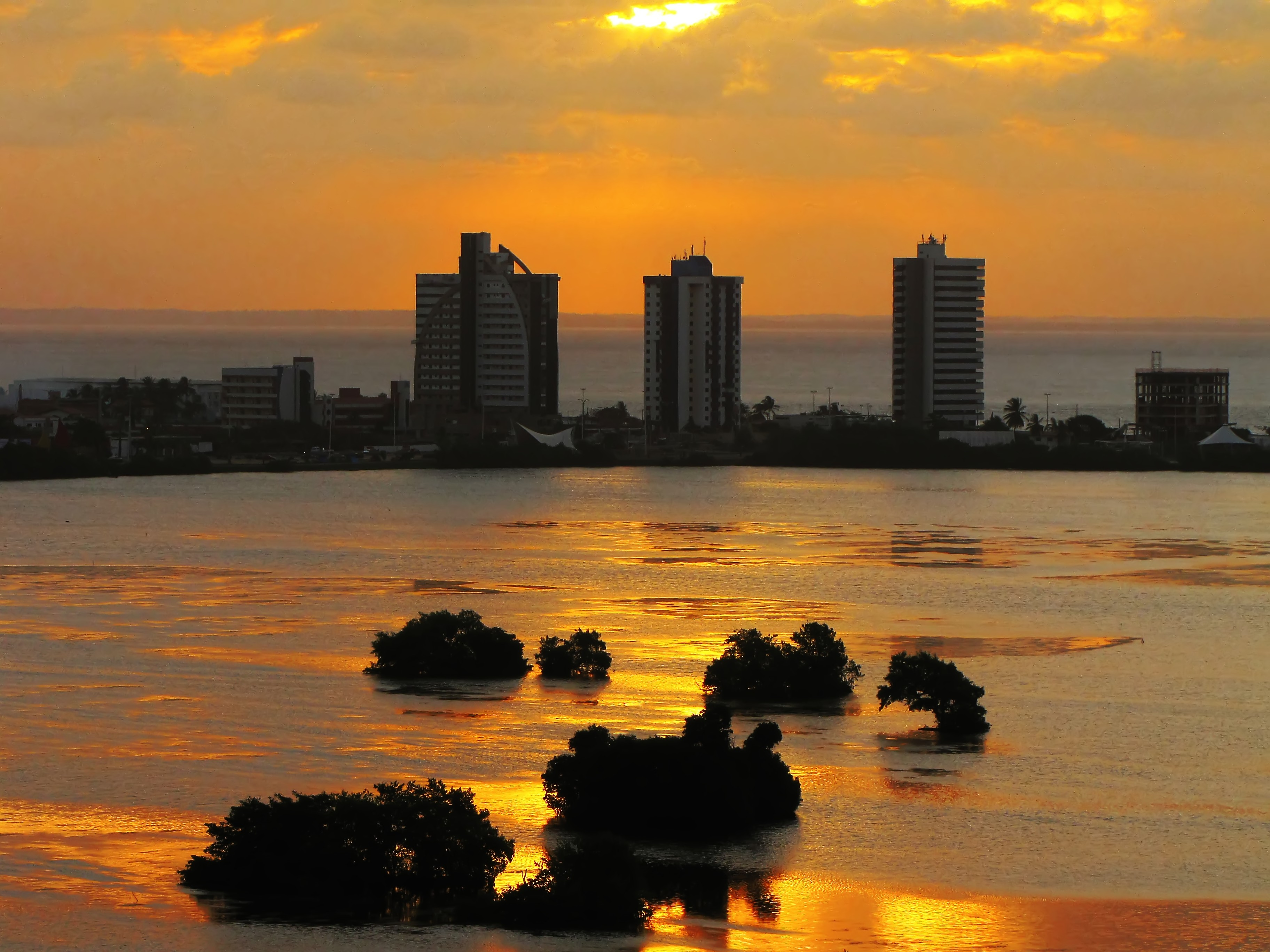
Laguna Jansen
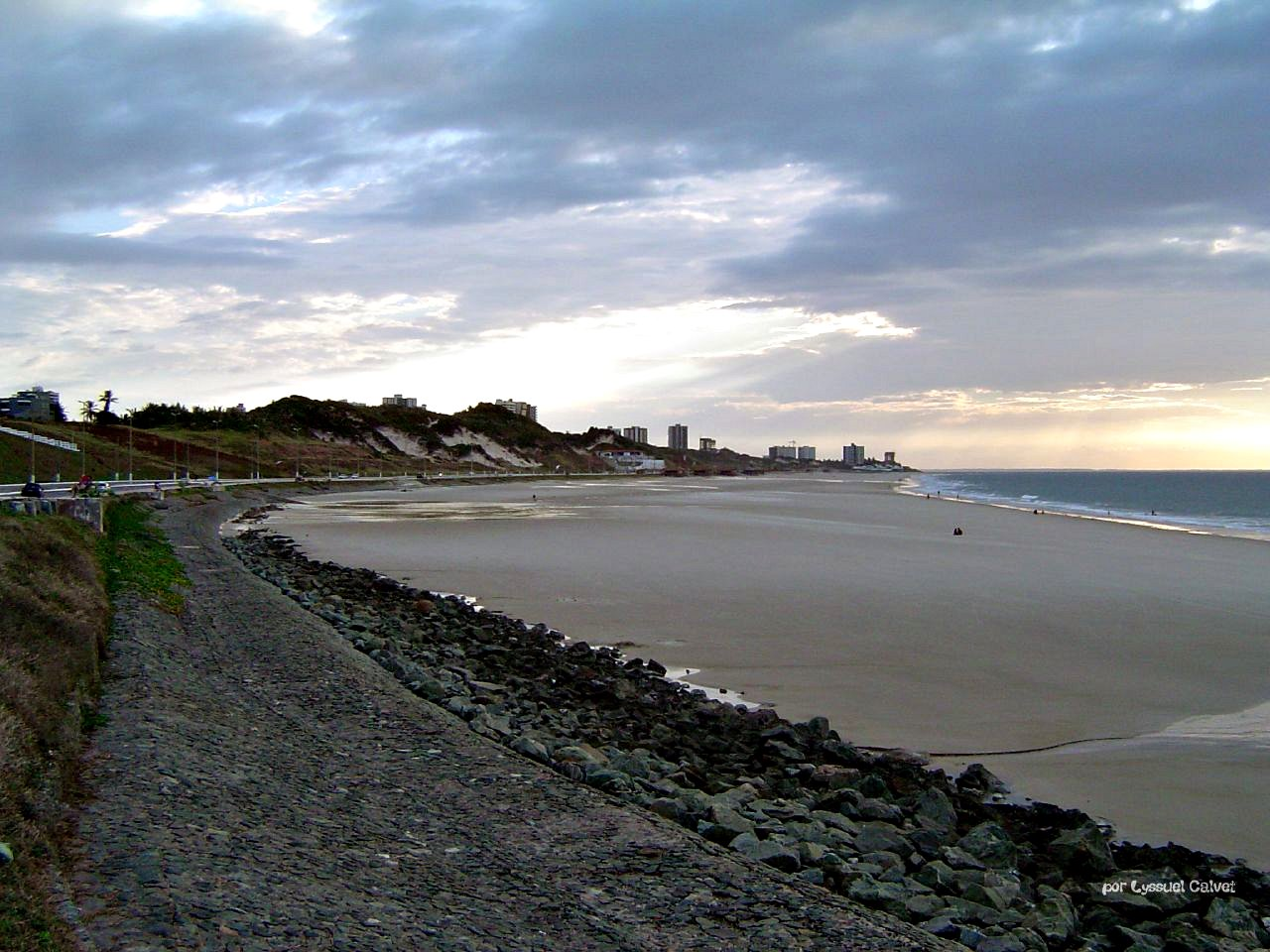
Plaża Calhau w São Luís